# Водахов, Аркадий Асланбекович
Арка́дий Асланбе́кович Вода́хов (род. 16 мая 1984, Ленинград) — российский продюсер, сценарист, директор телеканала ТНТ4 (с ноября 2020 года), генеральный продюсер телеканала ТНТ (с января 2022 года).

## Биография
Родился 16 мая 1984 года в Ленинграде.
В 2006 году окончил филологический факультет Санкт-Петербургского государственного университета.
Ещё во время студенчества сосредоточился на сценарной деятельности. С 2010 года начал писать сценарии для «Comedy Club». В 2012 году переехал из Санкт-Петербурга в Москву.

### Профессиональная карьера
С 2012 года работает в структурах холдинга «Газпром-медиа».
В 2012 году назначен креативным директором Comedy Radio.
В 2015 году принимает активное участие в подготовке запуска нового телеканала ТНТ4, начавшего вещание 1 января 2016 года.
В 2016 году становится генеральным продюсером телеканала ТНТ4 и запускает собственную линейку оригинальных проектов, среди которых «Деньги или позор», «Прожарка», «22 комика».
С 2018 по 2020 год работал креативным продюсером субхолдинга «Матч!», участвовал в запуске спортивного канала «Матч! Премьер».
В 2019 году стал креативным продюсером и сценаристом сериала «Бихэппи», вышедшем в онлайн-кинотеатре Premier и в телеэфире канала ТНТ.
С ноября 2020 года — директор телеканала ТНТ4.
В 2021 году стал продюсером фильма «Батя» и его 4-серийной телеверсии. Картина собрала в российском прокате более 530 млн рублей.
В качестве заместителя генерального продюсера телеканала ТНТ запустил реалити-шоу «Солдатки», «Звёзды в Африке» и вокально-экспериментальное шоу «Музыкальная интуиция».
С января 2022 года — генеральный продюсер телеканала ТНТ.
Под руководством Аркадия Водахова канал ТНТ4 выиграл более 50 статуэток премии PromaxBDA Awards — одной из самых престижных премий в области промо, маркетинга и дизайна. В том числе 8 золотых и 4 серебряных награды в 2021 году. Среди европейских команд по общему количеству наград ТНТ4 занял второе место, опередив Netflix, AMC, France Télévisions, ViacomCBS и другие телеканалы. Также ТНТ4 занял второе место в номинации «Лучшая команда года по маркетингу в Европе», уступив только Disney Channel.
15 января 2023 года, на фоне вторжения России на Украину, был внесён в санкционный список Украины.

### Личная жизнь
20 июля 2013 года женился на Марине Кравец, вместе с которой учился на филологическом факультете Санкт-Петербургского государственного университета и играл в КВН. Будущие супруги познакомились в 2002 году, а встречаться начали уже после окончания университета. По словам жены Водахова, залог их семейного счастья — общие интересы и чувство юмора.
4 апреля 2020 года в московской клинике у пары родилась дочь Вероника. 13 марта 2024 года супруги стали родителями во второй раз.

## Проекты

### Фильмы

#### Продюсер
- 2021 — «Батя»
- 2021 — «Уличное освещение»
- 2022 — «Ресторан по понятиям: Бедный олигарх» (Premier)
- 2022 — «СамоИрония судьбы» (ТНТ)
- 2023 — «Праздники»
- 2023 — «Иван Васильевич меняет всё» (ТНТ)
- 2024 — «Небриллиантовая рука» (ТНТ)
- 2026 — «Простоквашино» (ТНТ совместно с Союзмультфильм)

### Cериалы

#### Продюсер и сценарист
- 2019 — «Бихэппи» (Premier)

#### Продюсер
- 2022-2023 — «Бедный олигарх» (Premier)
- 2022 — «Нина» (ТНТ)
- 2022 — «Отпуск (2-й сезон)» (ТНТ)
- 2022 — наст. время — «Ресторан по понятиям (со 2-го сезона)» (Premier)
- 2023 — «Друг на час» (ТНТ)
- 2023 — «Мендельсон» (ТНТ)
- 2023 — «Реальные пацаны (10-й сезон)» (ТНТ)
- 2023 — «Праздники» (ТНТ)
- 2023 — «Полярный (3-й сезон)» (ТНТ)
- 2023 — «Соседка» (ТНТ)
- 2023 — наст. время — «Букины» (ТНТ)
- 2024 — «Постучись в мою дверь в Москве» (Premier, Okko, ТНТ)
- 2024 — «Прелесть» (Premier)

### Программы

#### Продюсер
- 2017-2018 — «Деньги или позор» (ТНТ4)
- 2017-2021 — «Прожарка» (ТНТ4, ТНТ)
- 2019 — «22 комика» (ТНТ4)
- 2020-2021 — «Солдатки» (ТНТ, ТНТ4)
- 2020 — наст. время — «Музыкальная интуиция» (ТНТ)
- 2020-2022 — «Звёзды в Африке» (ТНТ)
- 2023 — наст. время — «Конфетка» (ТНТ)
- 2023 — «Новые звёзды в Африке» (ТНТ)
- 2023 — наст. время — «Шоу Воли» (ТНТ)
- 2023 — «Выжить в Дубае» (ТНТ)
- 2023 — «Лига городов» (ТНТ)
- 2023 — «Ярче звёзд» (ТНТ)

#### Участник
- 2016 — «Где логика? (5-й выпуск 2-го сезона)» (совместно с женой Мариной Кравец)[20] (ТНТ)

## Награды
- Медаль «За труды в культуре и искусстве» (18 сентября 2023 года) — за заслуги в развитии средств массовой информации и многолетнюю добросовестную работу[21].

## Интервью
- ADIndex.ru — Аркадий Водахов, ТНТ: «Мы не собираемся проводить глобальную экспансию в digital, она и так прекрасно идет своим чередом» // 1 ноября 2022
- «Кино-театр.ру» — Аркадий Водахов: «Самая большая ошибка продюсера — ощущать себя на волне успеха» // 16 ноября 2022
- TV Mag — Генеральный продюсер ТНТ Аркадий Водахов о новом сезоне «главного развлекательного»: 2022, интервью, оформление, визуал, новые шоу, новые сериалы // 18 ноября 2022
- «КиноРепортёр» — Союзники настроения: Интервью с генеральным продюсером ТНТ Аркадием Водаховым // 12 декабря 2022